# Puig Rodó (Roses)
El Puig Rodó és una muntanya de 442 metres que es troba al municipi de Roses, a la comarca catalana de l'Alt Empordà.